# Bernard Mathieu
Pour les articles homonymes, voir Matthieu et Bernard Mathieu (homonymie).
Bernard Mathieu (né le 11 janvier 1959 à Avallon) est un égyptologue français. Il participa à de nombreuses missions archéologiques sur les temples de Karnak ou à Saqqarah. Ses publications portent notamment sur la langue et la littérature égyptiennes, sur les textes des pyramides, et sur l'historiographie pharaonique.

## Biographie
- Agrégation de lettres classiques (1983)
- Doctorat d'égyptologie[1] (Paris III, 1989)
- Adjoint aux publications à l'Institut français d'archéologie orientale du Caire (1990-1993)
- Maître de conférences en égyptologie à l'Université Paul Valéry - Montpellier III (depuis 1993)
- Habilitation à diriger des recherches, section CNU 21 (depuis 1999)
- Directeur de l'Institut français d'archéologie orientale du Caire (de décembre 1999 à décembre 2004)
- Maître de conférences en égyptologie HDR hors classe, à l'Université Montpellier III (depuis 2005)

### Fonctions
- Membre du comité de lecture de la revue Bulletin de l'Institut français d'archéologie orientale du Caire (BIFAO) (depuis 1990)
- Directeur de rédaction de la revue trimestrielle Égypte, Afrique et Orient, Centre Vauclusien d'égyptologie, Avignon (de 1996 à 2001)
- Membre honoraire du Chapitre du Québec à Montréal de la Société pour l'étude de l'Égypte ancienne (depuis 2002)
- Membre du comité de lecture de la revue Archéo-Nil. Bulletin de la Société pour l'étude des cultures prépharaoniques de la vallée du Nil, Paris (depuis 2003)
- Membre du Board of Reviewers of the Annales du Services des Antiquités de l'Égypte, Le Caire (depuis 2003)
- Membre correspondant du Deutsches archäologisches Institut Kairo (Institut archéologique allemand du Caire (depuis 2003)

## Publications
- La Poésie amoureuse de l'Égypte ancienne. Recherches sur un genre littéraire au Nouvel Empire, Bibliothèque d'études 115, IFAO, Le Caire, 1996 (récompensée en 1997 par le prix "Gaston Maspero", décerné par l'Académie des inscriptions et belles-lettres) ;
- Éditeur, avec C. Berger, des études sur l'Ancien Empire et la nécropole de Saqqâra dédiées à Jean-Philippe Lauer, Orientalia Monspeliensia IX, Université Paul Valéry, Montpellier, 1997 ;
- Les textes de la pyramide de Pépi Ier. Description et analyse (en collaboration avec J. Leclant, C. Berger-El Naggar, I. Pierre-Croisiau), Mémoires de l'Institut français d'archéologie orientale 118/1-2, IFAO, Le Caire, 2001 ;
- avec Pierre Grandet, Cours d'Égyptien hiéroglyphique [détail des éditions]
- Éditeur, avec S. Bickel, de D'un monde à l'autre. Textes des Pyramides et Textes des Sarcophages, Bibliothèque d'études 139, IFAO, Le Caire, 2004 ;
- La Pyramide de Khéops, une solution de construction inédite, Bernard Mathieu (préface), Jean Kuzniar (auteur), Éditions du Rocher, 2017 ;
- Les Textes de la pyramide de Pépi Ier, Bernard Mathieu (auteur), Institut français Archeologie Orientale du Caire, novembre 2018 ;
- La Littérature de l'Égypte ancienne, tome I (2021), II (2021), III (2023), IV (2025), Paris, Les Belles Lettres. Deux autres tomes sont à venir ;
- Nombreux articles dans les revues spécialisées.